# Три ущелини
Гре́бля «Три уще́лини» — діюча ГЕС у Китаї на річці Янцзи. Розташована поблизу селища Саньдоупін в міському окрузі Їчан провінції Хубей. Найбільша у світі електростанція (за показниками встановленої потужності), та за річним виробництвом електроенергії — 101,6 млн кВт·год (2018) (для порівняння Ітайпу — 98,6 млн кВт·год (2013))
Контррегулятором ГЕС Три ущелини є ГЕС Гечжоуба — гідроелектростанції руслового типу з потужністю 3,15 ГВт.

## Загальна характеристика
Будівництво ГЕС розпочалося у 1992 році, повне завершення будівництва та офіційне введення в експлуатацію відбулося 4 липня 2012 року.
Склад споруд ГЕС:
- Гравітаційна бетонна гребля довжиною 2335 м і висотою 181 м;
- Лівобережна пригреблева будівля ГЕС з 14 гідроагрегатами;
- Правобережна пригреблева будівля ГЕС з 12 гідроагрегатами;
- Правобережна підземна будівля ГЕС з 6 гідроагрегатами;
- Двонитковий п'ятиступінчастий судноплавний шлюз (в основному призначений для вантажних суден, час проходу шлюзів близько 4:00, розміри камер 280×35×5 м);
- Суднопідіймач (в основному призначений для пасажирських суден, вантажопідйомність 3000 т, час підйому 30 хв)

Проєктна потужність ГЕС — 22,5 ГВт. Очікуване середньорічне виробництво близько 100 млрд. кВт·год, у 2018 році було вироблено рекордні 101,6 млрд кВт·год. У трьох будівлях ГЕС розміщені 34 радіально-осьових гідроагрегати потужністю 700 (основні) та 50 МВт (службові) при розрахунковому напорі 80,6 м. Після додавання підземного машинного залу кількість виробленої електрики на рік більшою мірою залежить від величини паводку на Янцзи, для спрацювання якого і призначені додаткові електрогенератори.
Напірні споруди ГЕС утворюють велике водосховище площею 1045 км², корисною ємністю 22 км³. Максимально допустима висота верхнього б'єфа над рівнем моря становить 175 м, і була вперше досягнута у 2010 році, водосховище може спрацьовуватися до 145 м. Висота нижнього б'єфа над рівнем моря становить 66 м. Таким чином, напірний рівень протягом року змінюється від 79 м до 109 м, максимум досягається в сезон літніх мусонів. Гідровузол обладнаний водоскидом пропускною спроможністю 116 000 м³/с.
При створенні водосховища було затоплено 27 820 га оброблюваних земель, було переселено близько 1,2 млн осіб. Під воду пішли міста Ваньсянь та Ушань.
На кінець 2008 загальний обсяг інвестицій в проєкт ГЕС становив приблизно $24 млрд, серед яких близько $10 млрд — будівництво, стільки ж — витрати на переселення, і близько $6 млрд — відсотки з кредитів.
Електроенергія з ГЕС видається мережею ЛЕП напругою 500 кВ змінного та постійного струму. ГЕС повинна відігравати роль центру створюваної єдиної енергосистеми Китаю. Коли будівництво станції тільки починалося, то планувалося, що «Три ущелини» забезпечуватимуть 10 % потреби Китаю в електроенергії; але, енергоспоживання росло такими темпами, що, на 2014, ця цифра скоротилася до 2 %.
Особливе значення при будівництві ГЕС приділено забезпеченню судноплавства. На греблі передбачено будівництво як суднопідіймача, так і шлюзів. Суднопідіймач був уведений в експлуатацію у липні 2016 року, він призначений для пропуску в основному пасажирських суден вагою до 3000 т. Вантажні ж судна пропускаються через двониткові п'ятиступінчасті шлюзи, розраховані на судна водотоннажність до 10 000 т. Водосховище ГЕС кардинально поліпшило умови для судноплавства, вантажопотік зріс у 5—6 разів.

## Економічне значення
| Рік  | Кількість генераторів | ТВт·год |        |
| ---- | --------------------- | ------- | ------ |
| 2003 | 6                     | 8,607   |        |
| 2004 | 11                    | 39,155  |        |
| 2005 | 14                    | 49,090  |        |
| 2006 | 14                    | 49,250  |        |
| 2007 | 21                    | 61,600  |        |
| 2008 | 26                    | 80,812  | [ 9 ]  |
| 2009 | 26                    | 79,470  | [ 10 ] |
| 2010 | 26                    | 84,370  | [ 11 ] |
| 2011 | 29                    | 78,290  | [ 12 ] |
| 2012 | 32                    | 98,100  | [ 13 ] |
| 2013 | 32                    | 83,270  | [ 14 ] |
| 2014 | 32                    | 98,800  | [ 15 ] |
| 2015 | 32                    | 87,000  | [ 16 ] |
| 2016 | 32                    | 93,500  | [ 17 ] |
| 2017 | 32                    | 97,600  | [ 18 ] |
| 2018 | 32                    | 101,600 | [ 7 ]  |
| 2019 | 32                    | 96,880  | [ 19 ] |

ГЕС «Санься» буде мати величезне значення для економіки Китаю, забезпечивши покриття річного зростання споживання електроенергії. Електростанція разом з ГЕС у нижньому б'єфі стане центром об'єднаної енергосистеми Китаю.
Другою функцією греблі є регулювання водного режиму Янцзи. За останні дві тисячі років згубні паводки відбувалися більше ніж двісті разів. Тільки у XX столітті катастрофічні розливи річки стали причиною загибелі близько півмільйона чоловік. ГЕС повинна частково захистити землі в нижній течії Янцзи від руйнівних повеней.
Також планується перекидати 5 відсотків річного стоку Янцзи в басейн Хуанхе, що вдвічі збільшить повноводність Жовтої ріки та дозволить розширити зрошувані площі в Північному Китаї.
Обладнання гідровузла шлюзами та освітлення водосховища поліпшило умови судноплавства у цій частині Янцзи, що дозволило збільшити загальний вантажообіг приблизно в десять разів і довести його до більш ніж 100 млн тонн різних вантажів на рік.

## Історія будівництва
Про ідею будівництва ГЕС в районі трьох ущелин на ріці Янцзи говорив Сунь Ятсен ще у 1918 році. Проте масштабність проєкту надовго затримала його реалізацію.
Хроніка сучасного будівництва така:
- 1992 — початок робіт зі спорудження ГЕС;
- 14 травня 1994 — початок будівництва греблі;
- 1997 — укладання перших шарів бетону;
- 8 листопада 1997 — перекриття Янцзи;
- 2003 — пуск перших гідроагрегатів (10 червня — перший гідрогенератор[8]);
- Вересня 2005 — введення в дію лівої будівлі ГЕС; станція досягла потужності 9,8 ГВт;
- 20 травня 2006 — закінчено будівництво греблі;
- 7 грудня 2007 — введення в дію 20-го гідроагрегату, потужність станції досягла 14,1 ГВт[20][21];
- Серпень 2008 — закінчення будівництва пригребельної будівлі ГЕС, з введенням 26-го агрегату станція досягла потужності 18,2 ГВт[22];
- 29 жовтня 2008 — запущені 26 гідрогенераторів основних будівель[8];
- До 2011 — введення в дію підземної будівлі ГЕС на 6 гідроагрегатів; закінчення будівництва суднопідіймача.
- 4 липня 2012 — введення в експлуатацію останнього 32-го гідроагрегату.
- 18 вересня 2016 — введення в експлуатацію ліфтового суднопідйомника.

## Відселення жителів
Під час планування було підраховано, що водосховище частково або повністю затопить 13 міст, 140 містечок і 1350 сіл, що становить приблизно 1,5 % населення провінції Хубей (60,3 млн осіб) і муніципалітету Чунціна — (31,44 млн осіб). Ці люди були переселені в нові будинки китайським урядом, який вважав переміщення виправданим захистом від повеней, організованим для населення нижче за течією від греблі.
У 2002—2005 роках канадський фотограф Едвард Буртинський задокументував вплив проєкту на прилеглі території, включаючи місто Ваньчжоу. Серед інших фотографів, які зафіксували зміни, — Муге з Ченду, Зенг Ніан (родом з Цзянсу) з Парижа та ізраїльтянин Надав Кандер. Умови життя для багатьох погіршилися, а сотні тисяч людей не змогли знайти роботу. Особливо постраждало старше покоління, але молодші покоління скористалися освітніми та кар'єрними можливостями, що відкрилися завдяки переїзду до великих міст з новими, сучасними компаніями та школами.
У деяких звітах 2007 року стверджувалося, що муніципалітет Чунцина заохочуватиме ще чотири мільйони людей переїхати від греблі до головного міського району Чунціна до 2020 року. Муніципальна влада стверджувала, що переселення було спричинене урбанізацією, а не прямим наслідком проєкту будівництва дамби, і що до нього були залучені люди з інших районів муніципалітету.
До червня 2008 року Китай перейшов на 1,24 мільйона жителів до Гаояну в провінції Хебей, а наступного місяця переселення завершилося.

## Вплив на навколишнє середовище

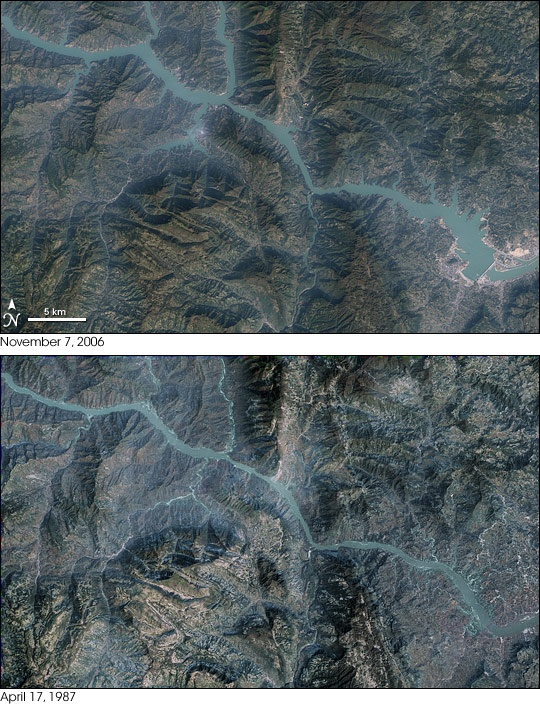
Супутниковий знімок територій, затоплених греблею «Три ущелини». Зверху: 7 листопада 2006 року, знизу: 17 квітня 1987 року

### Викиди
Згідно із Національною комісією з питань розвитку та реформування КНР, 366 грамів вугілля виробляло 1 кВт·год електрики протягом 2006 року. Якщо «Три ущелини» працюватиме на повну потужність, то зменшить споживання вугілля до 31 мільйона тонн на рік, що спричинить уникнення викидів понад 100 мільйонів тонн парникових газів в атмосферу, а також мільйонів тонн пилу, 1 мільйона тонн діоксиду сірки, 370,000 тонн монооксиду азоту, 10 000 тонн монооксиду вуглецю і великої кількості ртуті. Гідроенергія збереже енергію, яка потрібна для видобутку, промивання та транспортування вугілля з північного Китаю.

### Вплив на землю
У 2005 році вчені NASA підрахували, що зміщення маси води, яку зберігають греблі, збільшить загальну тривалість земної доби на 0,06 мікросекунд та зробить Землю трохи круглішою посередині й пласкою на полюсах. Дослідження, опубліковане у 2022 році в журналі Open Geosciences, припускає, що зміна рівня води у водосховищах впливає на гравітаційне поле в західній частині провінції Сичуань, яке, своєю чергою, впливає на сейсмічність у цьому регіоні.

## Інші ефекти

### Культурно-історичні пам'ятки
Територія, яка заповнилася б водою за греблею, включала місця зі значною культурною історією.:206  Державна рада санкціонувала археологічні рятувальні роботи на суму 505 мільйонів єн.:206   Протягом кількох років археологи розкопали 723 об'єкти та провели наземні археологічні пошуки ще на 346 об'єктах :206  Археологи виявили 200 000 артефактів, з яких 13 000 були визнані особливо історично або культурно значущими. :206  У рамках цих зусиль старий міський музей Чунціна був замінений китайським музеєм Санься в Чунціні, щоб розмістити багато знайдених артефактів.:206 
Відновлені будівлі, які були занадто великими для музеїв, були перенесені на гору до районів реконструкції (fu jian qu), які є музейними парками просто неба. Віднайдені споруди, розміщені в таких парках, включають храми, павільйони, будинки, мости тощо. :206
Деякі місця не могли бути перенесені через їхнє розташування, розмір або дизайн, як, наприклад, місце висячих трун високо в ущелині Шен Нонг, що є частиною скелі.

### Національна безпека
Міністерство оборони Сполучених Штатів повідомило, що на Тайвані «прихильники ударів по материковій частині, очевидно, сподіваються, що створення реальних загроз міському населенню Китаю або важливим об'єктам, таким як гребля „Три ущелини“, стримає китайське військове втручання». Знищення дамби «Три ущелини» було тактикою, яка обговорювалася і дебатувалася на Тайвані з початку 1990-х років, коли гребля була ще на етапі планування. Думка про те, що військові на Тайвані намагатимуться зруйнувати дамбу, викликала гнівну реакцію ЗМІ материкового Китаю. Генерал Народно-визвольної армії Лю Юань, якого цитує газета China Youth Daily, заявив, що Китайська Народна Республіка буде «серйозно протистояти загрозам з боку терористів, які виступають за незалежність Тайваню». Колишній радник Міністерства оборони Тайваню Сун Чао-вен назвав ідею використання крилатих ракет для знищення дамби «Три ущелини» «смішною», заявивши, що ракети завдадуть мінімальної шкоди залізобетону, а будь-які спроби атаки повинні будуть пройти через кілька рівнів наземної та протиповітряної оборони.
Гребля «Три ущелини» — це сталебетонна гравітаційна гребля. Вода утримується власною масою окремих секцій греблі. Як наслідок, пошкодження окремої секції не повинно впливати на інші частини дамби. Чжан Ботінг, заступник генерального секретаря Китайського товариства гідроенергетики, припустив, що бетонні гравітаційні греблі, такі як гребля «Три ущелини», є стійкими до ядерних ударів.
Серед китайських науковців та аналітиків точаться дебати щодо основних принципів китайської політики незастосування ядерної зброї першими, в тому числі щодо того, чи включати вузькі винятки, такі як дії, що спричиняють катастрофічні наслідки, еквівалентні наслідкам ядерної атаки, в тому числі атаки, спрямовані на руйнування греблі «Три ущелини».

### Структурна цілісність
Одразу ж після наповнення водосховища в конструкції греблі було виявлено близько 80 волосяних тріщин. Проте, група експертів оцінила проєкт загалом як якісний. Усі 163 000 бетонних блоків пройшли випробування на якість, нормальна деформація була в межах проєктних значень.

## Цікаво
У 2005 р. в НАСА заявили, що велетенський обсяг води в резервуарі дамби "Три ущелини" вповільнив обертання Землі на 0,06 с.

## Галерея

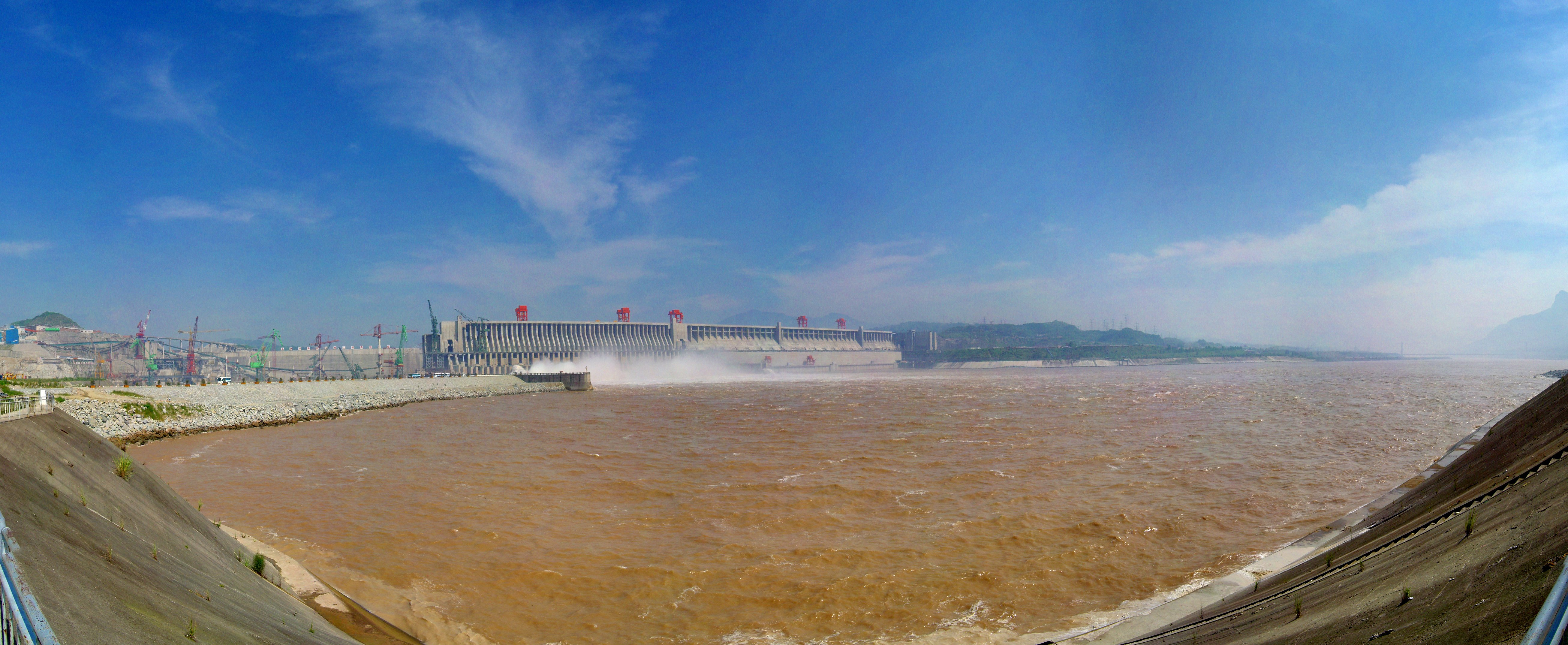
«Санься»
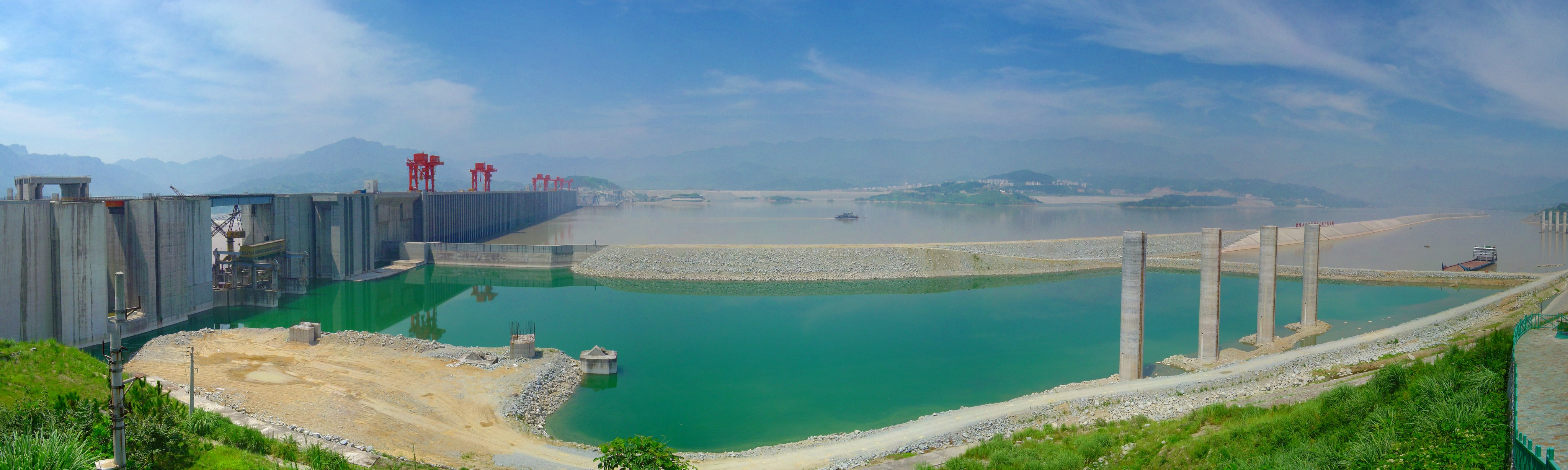
Панорама гре́блі «Три уще́лини»
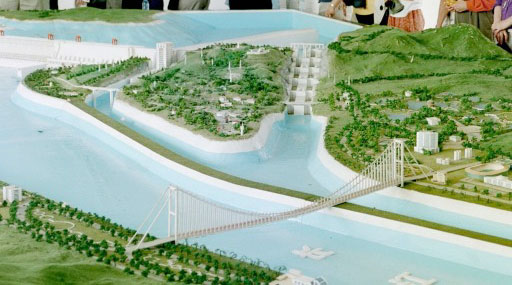
Макет частини споруди «Санься»
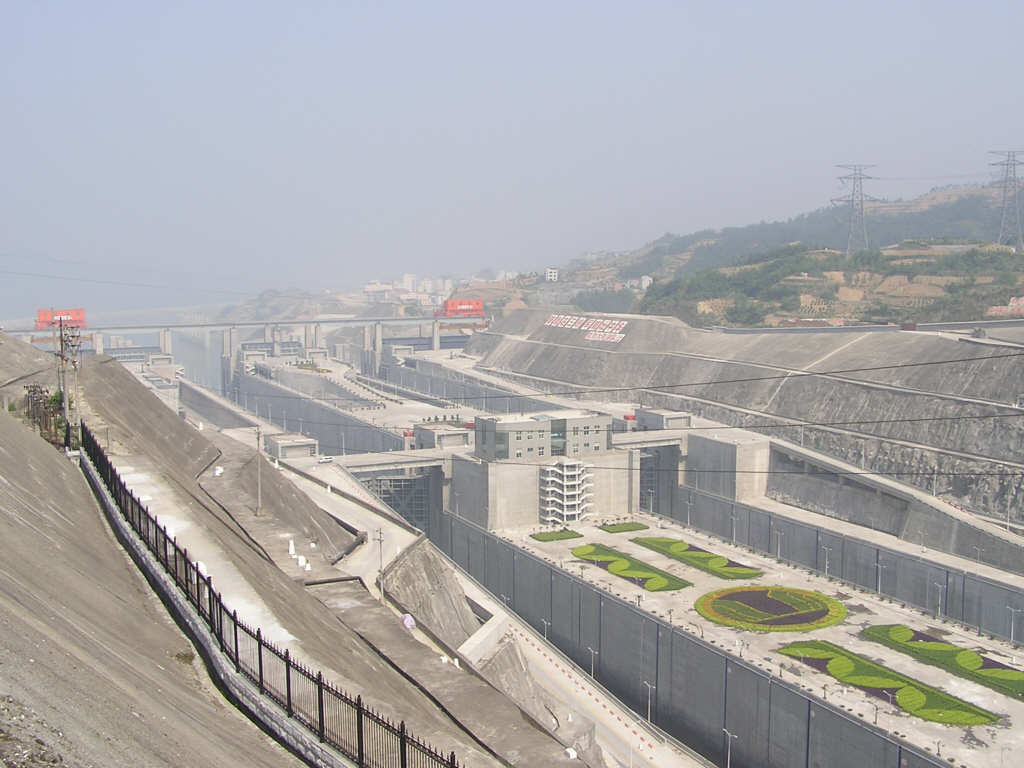
Вигляд на шлюзи «Санься»

## Виноски
1. ↑  кит. спрощ.: 三峡大坝; кит. трад.: 三峽大壩; піньїнь: Sānxiá Dàbà